# Cybelecultusplaats in Neuss

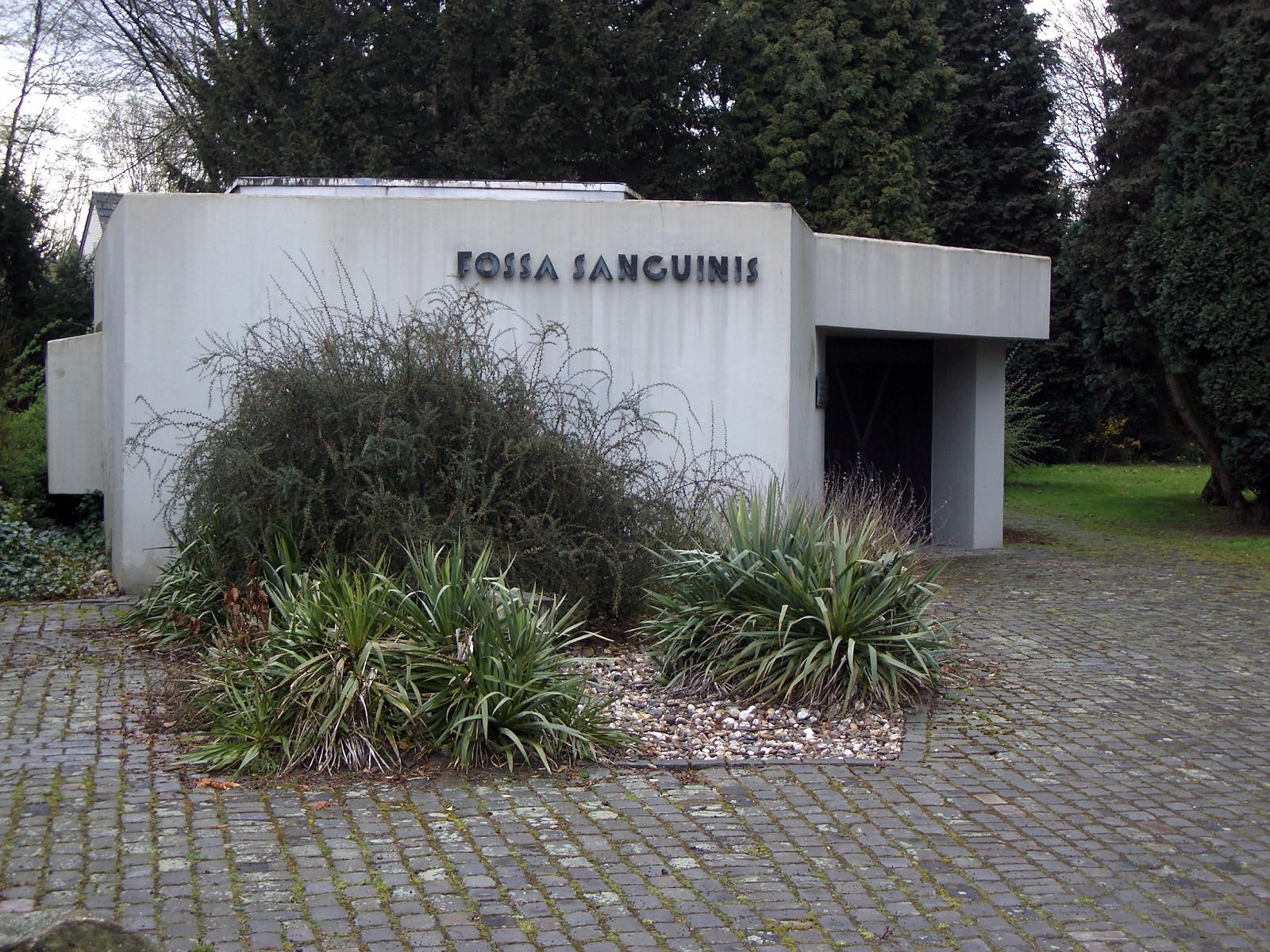
"Fossa Sanguinis" paviljoen

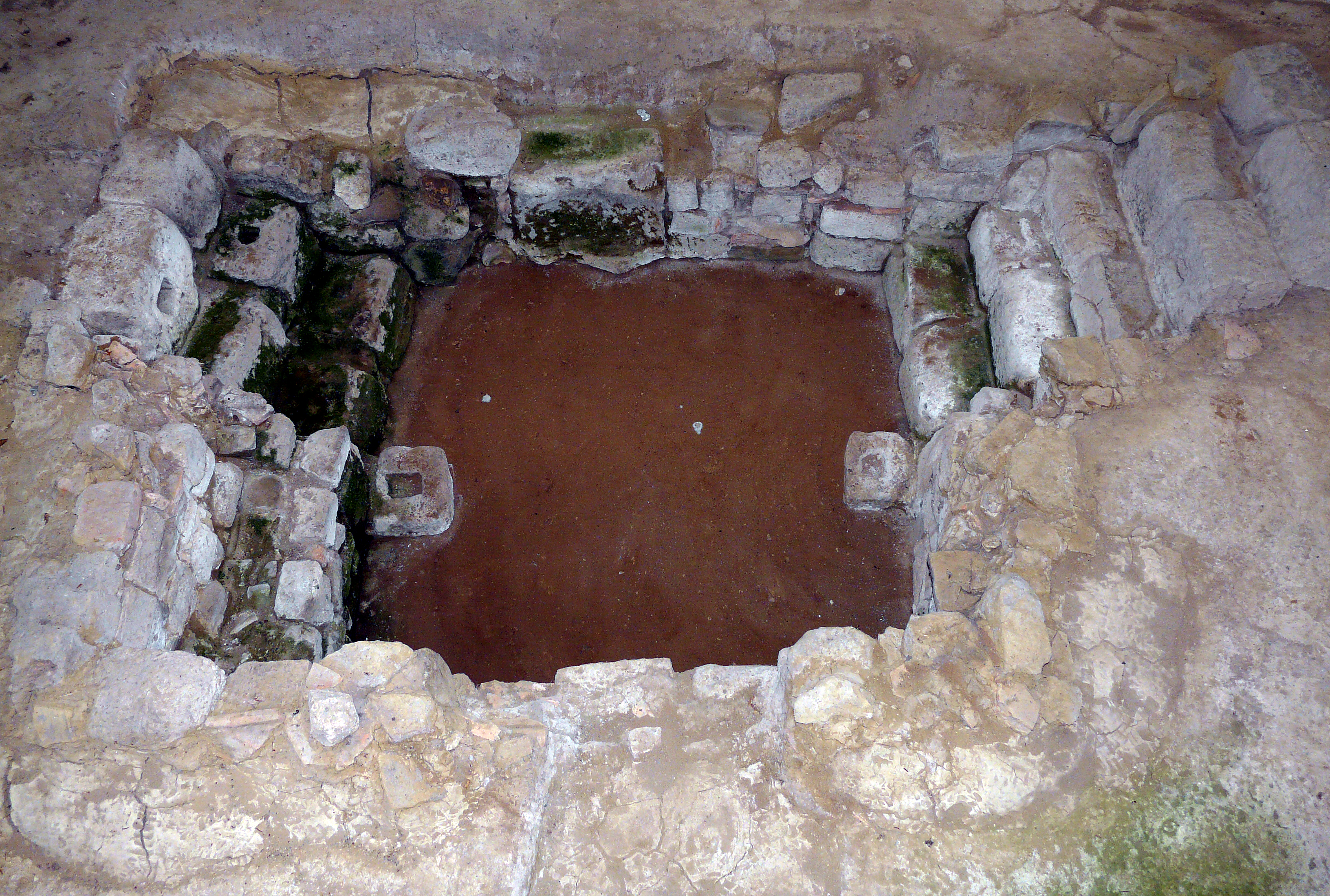
keldervondsten

De Cybelecultusplaats in Gnadental, Neuss, is een kelder in "droog" metselwerk uit de Laat-Romeinse tijd, die werd ontdekt tijdens opgravingen en archeologisch onderzoek naar het Romeinse legerkamp Novaesiumin 1956.
Toen de kleine kelder met twee tegenover elkaar liggende trappen werd blootgelegd in het gebied van het Romeinse militaire kamp en canabae legionis, geloofde men dat er een doopvont was gevonden voor de taurobolium, de stierenbloeddoop van de Cybelecultus. De interpretatie was o.a. gebaseerd op de beschrijving van het ritueel door de laat-Romeinse dichter Prudentius. Deze noemt de plaats van het Taurobolium echter een "kuil die in de aarde is gegraven". Twee kleine votieffiguren  van klei en het beeldje van een gekroonde, zittende godin, die in de buurt van de kelder werden gevonden, moeten echter niet worden geïnterpreteerd als een voorstelling van Cybele, maar als lokale moedergodinnen, misschien Sunuxal.
De constructie van de slechts 1,80 m × 1,80 m grote kelder kan in algemene zin als laat-Romeins worden gedateerd dankzij het kleigebonden steenmetselwerk en een in de muur ingebouwde steen gewijd aan Jupiter. De 42 munten die in de kelder zijn gevonden, geven aanwijzingen over het verlaten van de locatie. De jongste van hen is een in 341/346 geslagen follis van keizer Constans. Net als de inwijdingsstenen die in de kelder zijn ontdekt, lijken de munten offers te zijn voor een Jupiterbeeld in de nabijheid, waarvan de fragmenten zich ook in uitgegraven aarde van de kelder bevonden.
Welke (vermoedelijk heilige) functie de kelder daadwerkelijk heeft gediend, is nog in het ongewisse. De kelder wordt geconserveerd in het paviljoen "Fossa Sanguinis" (Neuss-Gnadental), en is daar te bezoeken.
De Cybelecultusplaats maakt ook deel uit van de "historische tour" op het terrein van Novaesium, het voormalige Romeinse militaire kamp in Neuss-Gnadental.

Vondsten in de „Fossa Sanguinis“
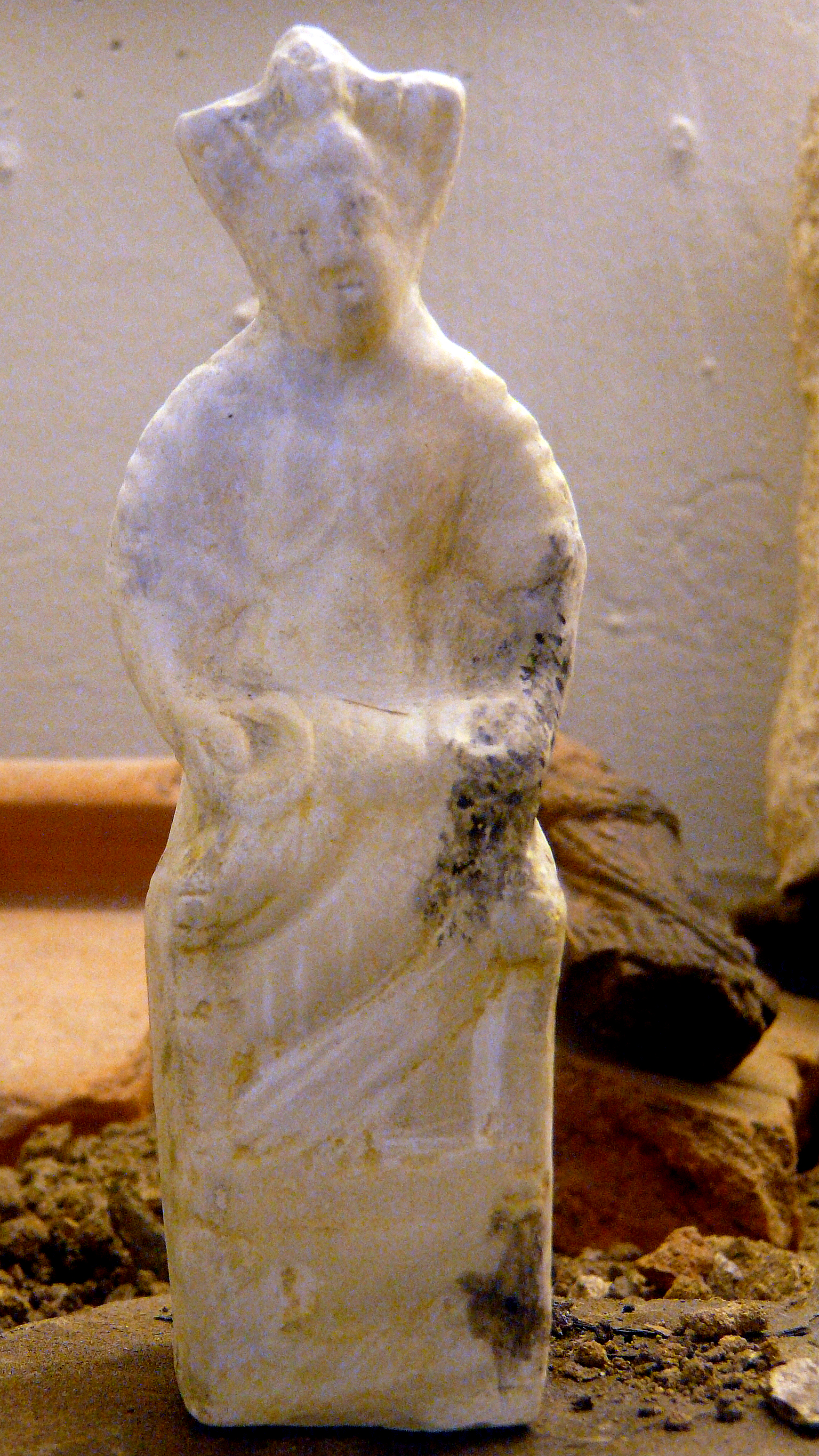
Zittende moedergodin met patera (2e eeuw)
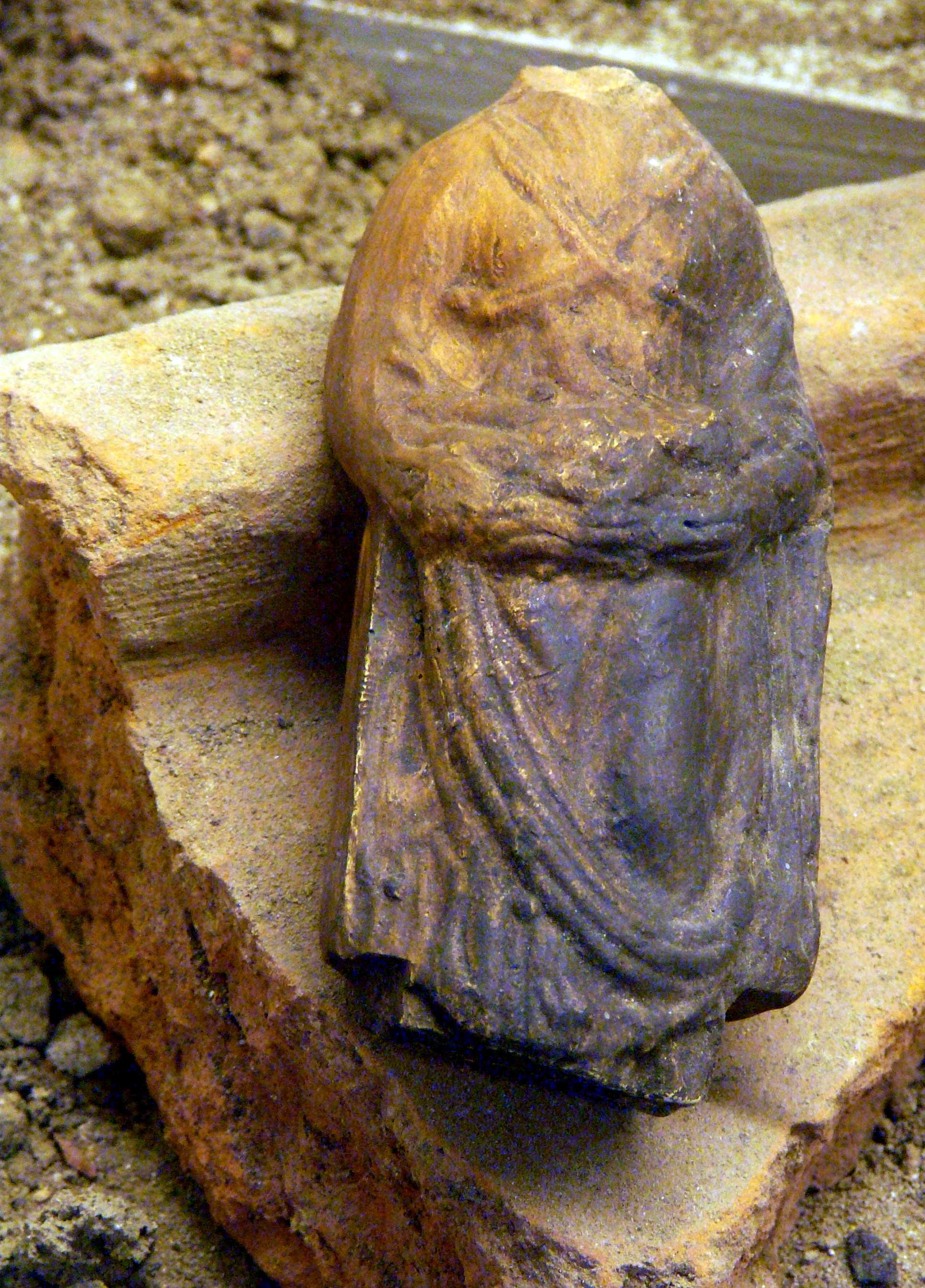
Moedergodin met kind (2e eeuw)
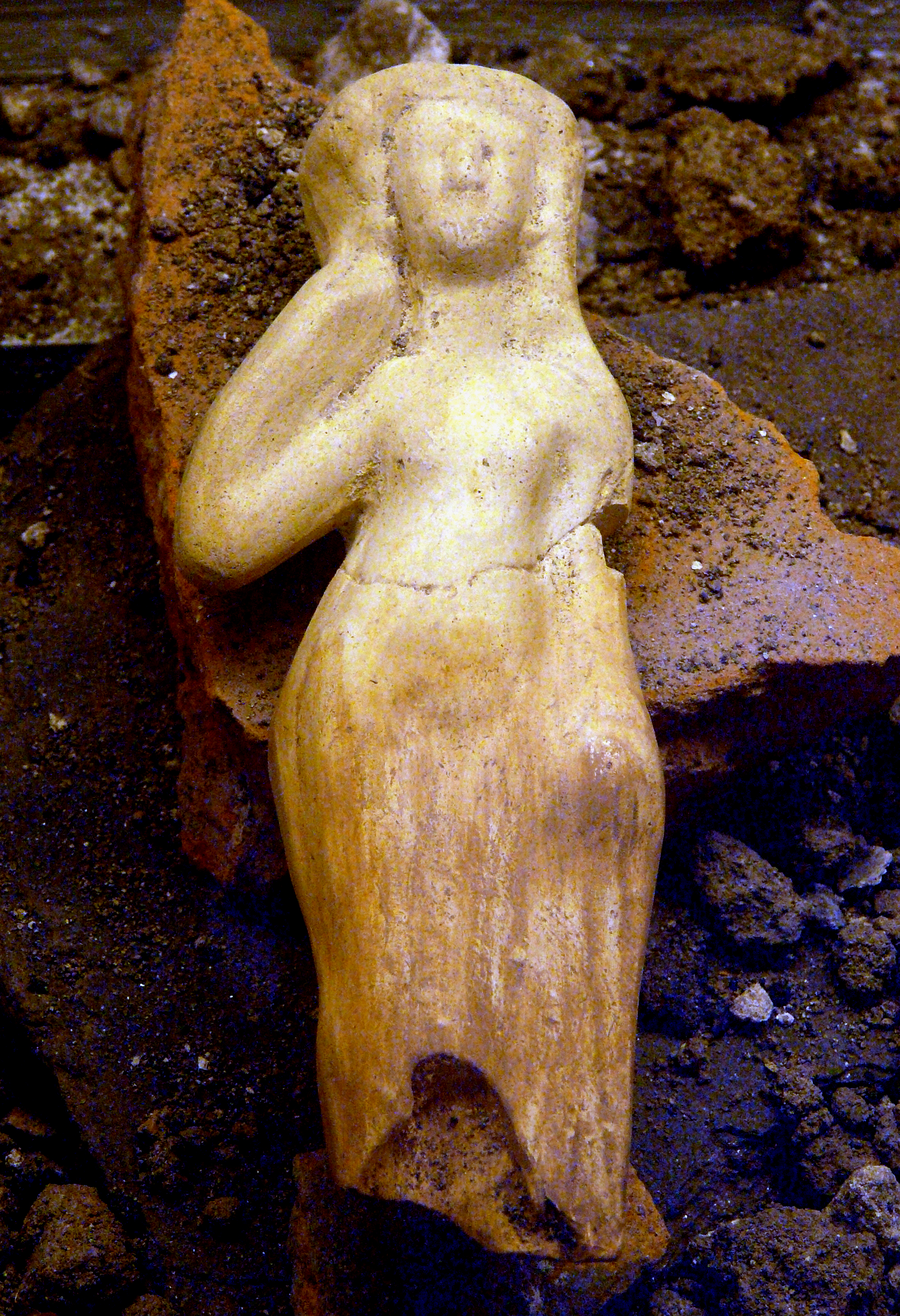
Moedergodin in de vorm van een badende Venus (1e tot midden 2e eeuw)
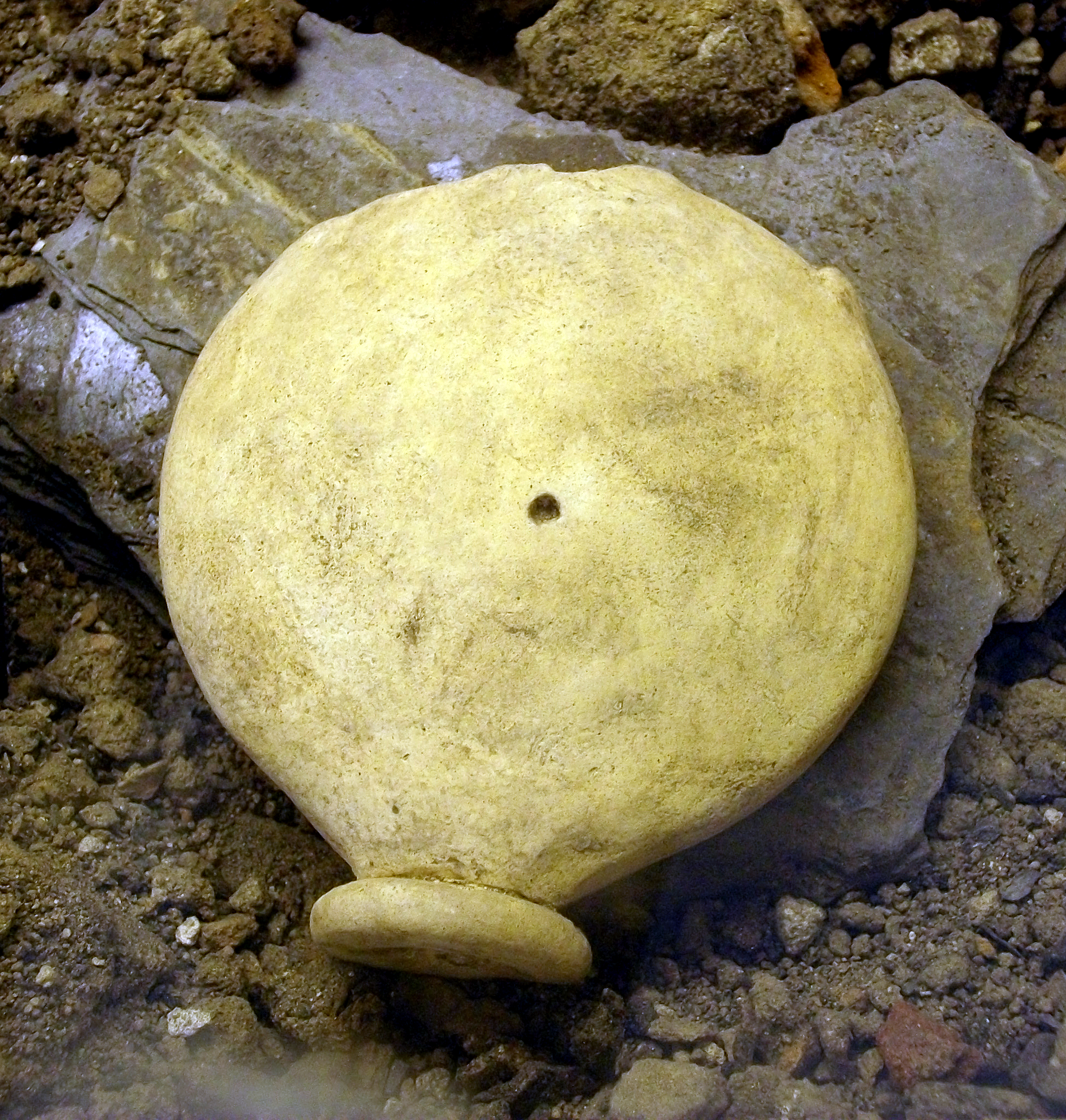
Veldfles van klei (2e – 4e eeuw eeuw)